# Lycaena supraradiata
Lycaena supraradiata är en fjärilsart som beskrevs av Charles Oberthür 1896. Lycaena supraradiata ingår i släktet Lycaena och familjen juvelvingar. Inga underarter finns listade i Catalogue of Life.